# Nepalacris chitwanica
Nepalacris chitwanica är en insektsart som beskrevs av Balderson och X.-c. Yin 1987. Nepalacris chitwanica ingår i släktet Nepalacris och familjen gräshoppor. Inga underarter finns listade i Catalogue of Life.